# Ernst Rau
Ernst Rau (ur. 4 stycznia 1927 w Quierschied, zm. 2 maja 2012 w Auersmacher w Kleinblittersdorfie) – niemiecki szermierz. Reprezentant Protektoratu Saary podczas Igrzysk Olimpijskich w 1952 w Helsinkach. Na igrzyskach uczestniczył w turnieju indywidualnym i drużynowym zarówno florecistów, jak i szablistów. W każdym z nich odpadał w pierwszej rundzie.